# Liste der Wassertürme in Österreich
Die Liste der Wassertürme in Österreich zählt die der Wasserversorgung dienenden Türme in Österreich auf. Es sind sowohl in Betrieb befindliche als auch stillgelegte Türme enthalten.
Anmerkungen: Die Tabellenspalten sind sortierbar, dazu dienen die Symbole bei den Spaltenüberschriften. In der Ausgangsansicht sind die Wassertürme nach Name des Ortes (aufsteigend) sortiert.
| Bauwerk/Standort                            | Bundesland       | Koordinaten             | Baujahr | Gesamthöhe | Behältervolumen in Kubikmetern | Bemerkungen |
| ------------------------------------------- | ---------------- | ----------------------- | ------- | ---------- | ------------------------------ | --- |
| Allhaming                                   | Oberösterreich   | 48.157743 N 14.170032 O |         |            |                                | |
| Alt-Nagelberg – Bahnhof                     | Niederösterreich | 48.838905 N 14.991250 O |         |            |                                | |
| Amstetten                                   | Niederösterreich | 48.119985 N 14.879648 O |         |            |                                | |
| Andau                                       | Burgenland       | 47.811128 N 17.009282 O |         |            |                                | |
| Arnsdorf-Oberholz                           | Salzburg         | 47.971835 N 12.963856 O |         |            |                                | |
| Asten                                       | Salzburg         | 48.001766 N 12.978858 O |         |            | 274                            | |
| Berndorf                                    | Niederösterreich | 47.949892 N 16.101057 O |         |            |                                | |
| Bürmoos                                     | Salzburg         | 47.991358 N 12.918715 O | 1992    |            | 580                            | |
| Braunau-Ranshofen                           | Oberösterreich   | 48.233648 N 13.021714 O |         |            |                                | |
| Eggenburg                                   | Niederösterreich | 48.638458 N 15.809028 O | 1870    |            |                                | stillgelegt |
| Enns                                        | Oberösterreich   | 48.203681 N 14.477188 O |         |            |                                | |
| Fischamend                                  | Niederösterreich | 48.111262 N 16.619289 O |         |            |                                | |
| Gerasdorf                                   | Niederösterreich | 48.277956 N 16.477742 O |         |            |                                | |
| Graz                                        | Steiermark       | 47.072903 N 15.414422 O |         |            |                                | |
| Graz-Schlachthof                            | Steiermark       | 47.054613 N 15.432930 O |         |            |                                | |
| Graz – LKH II                               | Steiermark       | 47.039443 N 15.418787 O |         |            |                                | |
| Griesfeld                                   | Niederösterreich | 47.941147 N 16.094048 O |         |            |                                | |
| Hofkirchen                                  | Niederösterreich | 48.138611 N 14.369511 O |         | 36 m       |                                | |
| Langenlois – Zöbing                         | Niederösterreich | 48.487799 N 15.703183 O |         |            |                                | |
| Lenzing                                     | Oberösterreich   | 47.969768 N 13.594744 O |         |            |                                | |
| Linz                                        | Oberösterreich   | 48.300228 N 14.325405 O |         |            |                                | |
| Marchtrenk                                  | Oberösterreich   | 48.199005 N 14.129971 O | 1915    | 24 m       |                                | |
| Neunkirchen – Schraubenwerke                | Niederösterreich | 47.723538 N 16.077638 O |         |            |                                | |
| Neurißhof                                   | Niederösterreich | 47.925511 N 16.311838 O |         |            |                                | |
| Niklasdorf                                  | Steiermark       | 47.395586 N 15.153255 O |         |            |                                | |
| Ober-Grafendorf                             | Oberösterreich   | 48.150879 N 15.539930 O |         |            |                                | |
| Oberndorf                                   | Salzburg         | 47.945294 N 12.936653 O |         |            |                                | |
| Oberndorf                                   | Salzburg         | 47.950048 N 12.927427 O |         |            |                                | |
| Rauchenwarth                                | Niederösterreich | 48.082134 N 16.517765 O |         |            |                                | |
| Rohrbach an der Gölsen                      | Niederösterreich | 48.046192 N 15.719783 O |         |            |                                | |
| Salzburg – Christian-Doppler-Klinik         | Salzburg         | 47.814568 N 13.017627 O |         |            |                                | |
| Salzburg – Mönchsberg                       | Salzburg         | 47.801091 N 13.038175 O | 1892    |            |                                | |
| Sankt Aegyd am Neuwalde                     | Niederösterreich | 47.854066 N 15.572916 O |         |            |                                | |
| Sank Pölten – Glanzstoffwerke               | Niederösterreich | 48.216810 N 15.637276 O |         |            |                                | |
| Sankt Veit an der Triesting – Neuhirtenberg | Niederösterreich | 47.938695 N 16.142741 O |         |            |                                | |
| Spitz                                       | Niederösterreich | 48.364780 N 15.416919 O |         |            |                                | |
| Steyr                                       | Oberösterreich   | 48.036677 N 14.423458 O |         |            |                                | |
| Steyr                                       | Oberösterreich   | 48.042095 N 14.421275 O | 1574    |            |                                | |
| Tattendorf – Bahnhof                        | Niederösterreich | 47.955495 N 16.305588 O |         |            |                                | |
| Türnitz                                     | Niederösterreich | 47.971896 N 15.574290 O |         |            |                                | |
| Wels                                        | Niederösterreich | 48.155647 N 14.024093 O |         |            |                                | |
| Wien – Clayton & Shuttleworth Werk          | Wien             | 48.269231 N 16.412656 O |         |            |                                | |
| Wien – Dreimarkstein                        | Wien             | 48.257632 N 16.287406 O |         |            |                                | |
| Wien – Favoriten                            | Wien             | 48.169092 N 16.353373 O | 1899    | 67 m       | 1000                           | |
| Wien – Freudenau                            | Wien             | 48.183269 N 16.447602 O |         |            |                                | |
| Wien – Gaswerk Simmering                    | Wien             | 48.183662 N 16.424249 O |         |            |                                | |
| Wien – Nordbahnhof                          | Wien             | 48.229754 N 16.392253 O |         |            |                                | |
| Wien – Michaelerberg                        | Wien             | 48.246342 N 16.295169 O |         |            |                                | |
| Wien – Otto-König-Warte                     | Wien             | 48.220110 N 16.274024 O |         |            |                                | |
| Wien – Währinger                            | Wien             | 48.220818 N 16.342500 O |         |            |                                | |
| Wien – Wolfersberg                          | Wien             | 48.210625 N 16.247140 O | 1961    | 31,5 m     | 63,2                           | seit 1981 mit 18,8 Meter hohen, selbststrahlenden Sendeturm auf der Spitze für das NDB-Funkfeuer „STE“ (Sendefrequenz: 293 kHz) versehen, außerdem UKW-Sender |
| Wels                                        | Oberösterreich   | 48.155647 N 14.024091 O |         |            |                                | |
| Wiener Neustadt                             | Niederösterreich | 47.807705 N 16.243031 O | 1910    |            |                                | |
| Wiener Neustadt – Feuerwerksanstalt         | Niederösterreich | 47.847129 N 16.196173 O |         |            |                                | |
| Ybbs                                        | Niederösterreich | 48.166404 N 15.098152 O |         |            |                                | |
| Zeltweg                                     | Steiermark       | 47.193651 N 14.747316 O |         |            |                                | heute Restaurant |